# El Rancho Vela
El Rancho Vela – jednostka osadnicza w Stanach Zjednoczonych, w stanie Teksas, w hrabstwie Starr.